# William Cole (3e comte d'Enniskillen)
Pour les articles homonymes, voir Cole.
William Willoughby Cole (25 janvier 1807 - 12 novembre 1886) est un paléontologue irlandais et député conservateur. Il est également le premier grand maître impérial de l'Ordre d'Orange de 1866 jusqu'à sa mort.

## Jeunesse et éducation
Cole est né dans la branche d'Ulster de « l'Ascendance », l'aristocratie anglo-irlandaise. Il est le fils de John Cole (2e comte d'Enniskillen) et de son épouse, Lady Charlotte Paget. Le jeune Lord Cole fait ses études à Harrow et Christ Church, Oxford. Dans sa jeunesse, il commence à consacrer ses loisirs à l'étude et à la collecte de poissons fossiles, avec son ami Philip de Malpas Grey Egerton, et il amasse une belle collection à Florence Court, sa maison juste au sud-ouest d'Enniskillen. Elle comprend de nombreux spécimens qui ont été décrits et figurés par Louis Agassiz et Egerton. Cette collection est ensuite acquise par le British Museum.

## Carrière politique
Lord Enniskillen est également impliqué dans la politique et représente Fermanagh à la Chambre des communes entre 1831 et 1840, quand il succède à son père, pour devenir le troisième comte, et est entré à la Chambre des lords en tant que baron Grinstead. À Dublin, il est membre du Kildare Street Club .

## Famille

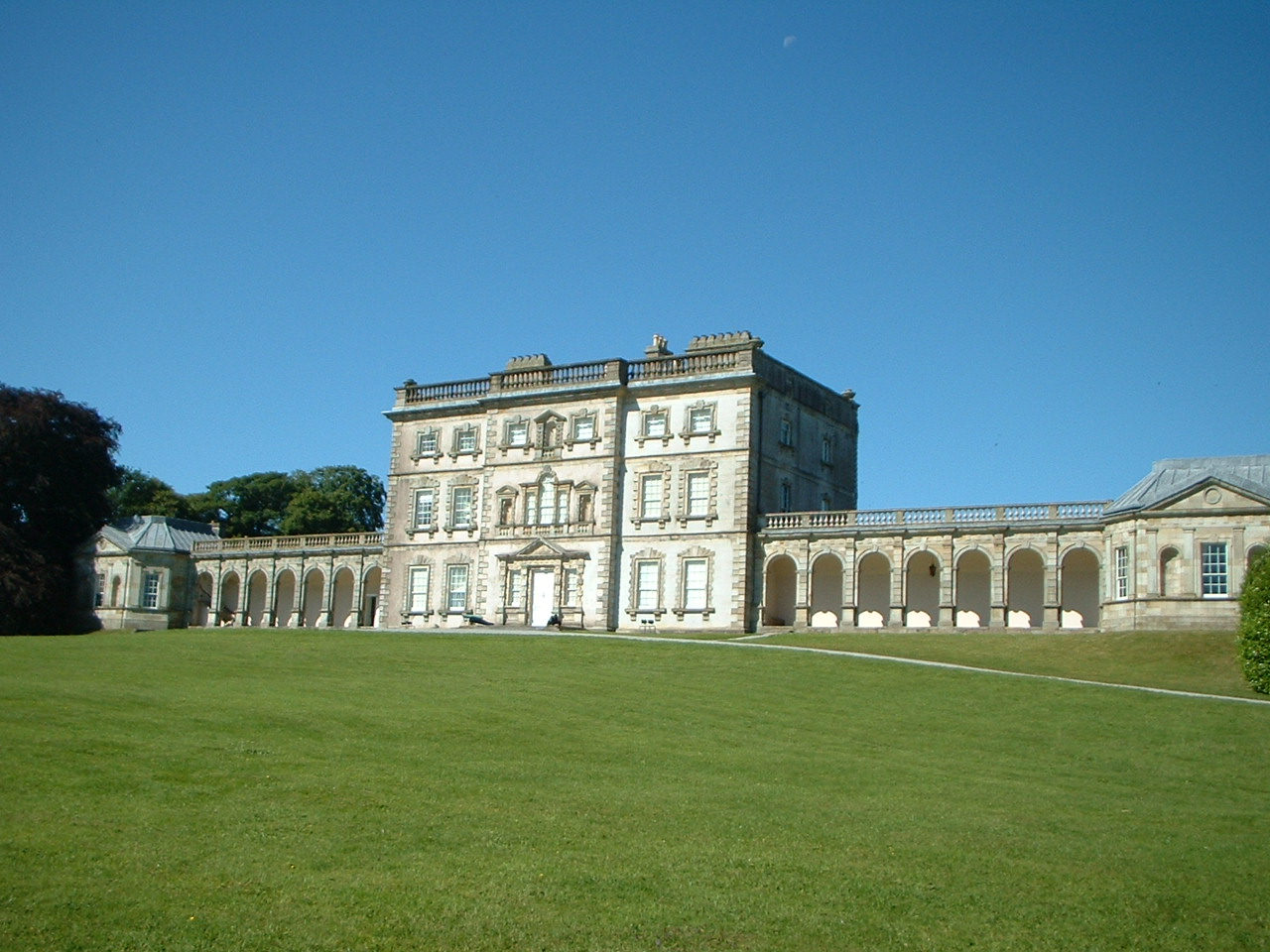
Florence Court, comté de Fermanagh

Lord Enniskillen épouse Jane Casamaijor, fille de James Casamaijor, en 1844, avec laquelle il a sept enfants:
- John Willoughby Michael Cole, vicomte Cole (16 décembre 1844 - 15 avril 1850)
- Lowry Cole (4e comte d'Enniskillen) (1845-1924)
- Charlotte June Cole (10 mai 1847 - 3 septembre 1933), épousa James Hugh Smith-Barry
- Florence Mary Cole (5 août 1849-23 mars 1924), épousa John Crichton (4e comte Erne)
- Arthur Edward Casamaijor Cole (9 mars 1851 - 17 août 1908), marié et avec descendance
- Alice Elizabeth Cole (4 février 1853 - 25 août 1931), épousa Evelyn Ashley
- Jane Evelyn Cole (21 avril 1855 - 19 mars 1941)

Après sa mort en 1855, il épouse en secondes noces, Mary Emma Brodrick, fille de Charles Brodrick, en 1865. Il est décédé en novembre 1886, à l'âge de 79 ans, et son deuxième fils aîné survivant de son premier mariage, Lowry, lui a succédé. La comtesse d'Enniskillen est décédée en 1896.